# Per una Lettonia Umana
Per una Lettonia Umana (in lettone: Par cilvēcīgu Latviju, PCL), precedentemente noto come A Chi Appartiene lo Stato? (Kam pieder valsts?, KPV LV), è un partito politico populista di destra lettone fondato nel 2016 da Artuss Kaimiņš, deputato proveniente dall'Alleanza Lettone delle Regioni.

## Storia

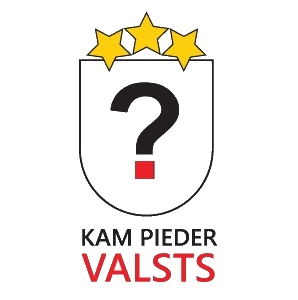
Logo del 2016

Il partito venne fondato il 3 maggio 2016 da Artuss Kaimiņš con il nome A Chi Appartiene lo Stato? (Kam pieder valsts?, KPV LV).
Partecipò alle elezioni parlamentari del 2018, presentando come candidato alla carica di primo ministro l'avvocato Aldis Gobzems. Con il 14,25% dei voti diventò il secondo partito più votato della Lettonia. Dopo che Jānis Bordāns del Nuovo Partito Conservatore non ebbe successo nel negoziare una coalizione di governo, il 26 novembre 2018 il presidente Raimonds Vējonis incaricò Gobzems di formare una nuova maggioranza di governo, tuttavia anch'esso non ebbe successo e il 10 dicembre Vējonis gli ritirò l'incarico.
Nel gennaio 2019 KPV LV entrò a far parte della nuova coalizione di governo di centro-destra guidata da Arturs Krišjānis Kariņš, della quale facevano parte anche il Nuovo Partito Conservatore, Nuova Unità, Sviluppo/Per! e Alleanza Nazionale.
Il 4 febbraio 2019 il consiglio del partito votò per espellere Gobzem dal partito, con Kaimiņš che citò come motivazione principale il danno all'immagine del partito, mentre Gobzems affermò di essere stato espulso "nell'interesse di Artuss Kaimiņš". Il 6 febbraio 2019 Gobzems venne espulso dal gruppo parlamentare del partito.
Una settimana dopo, la co-presidente del partito e membro del consiglio Linda Liepiņa si dimise a causa dell'adesione di KPV LV a una coalizione di governo che non aveva sostenuto e delle recenti azioni di Kaimiņš. Dopo gli ultimi sviluppi nella fazione e il suo voto alle elezioni presidenziali, il 29 maggio lasciò il partito e il suo gruppo parlamentare. Il giorno dopo Liepiņa venne seguita anche dalla deputata Karina Sprūde. Il 13 giugno lasciò il gruppo parlamentare del partito anche l'ex candidato alla presidenza della Lettonia Didzis Šmits.
Nel 2020, il partito ha ricevuto solo l'1,12% dei voti alle elezioni anticipate del Consiglio comunale di Riga. Il 12 dicembre 2020, durante il congresso del partito i membri della KPV LV hanno votato per rimuovere il presidente Atis Zakatistovs dal partito, per sostituirlo con il membro del consiglio Rolands Millers. Venne anche deciso di ridenominare il partito Per una Lettonia Umana. Tuttavia, la modifica è stata contestata da un altro congresso, che ha spinto il Registro delle imprese della Repubblica di Lettonia a rinviare il cambio di nome e restituire i documenti di presentazione per la revisione con una scadenza di aprile 2021.

## Ideologia
Il partito viene descritto come populista di destra, populista, anti-establishment ed euroscettico.
La posizione del partito sull'Unione europea, moderatamente critica nei confronti delle politiche economiche dell'UE e dell'euro.

## Risultati elettorali
| Elezione          | Voti    | %     | Seggi    |
| ----------------- | ------- | ----- | -------- |
| Parlamentari 2018 | 120.264 | 14,25 | 16 / 100 |
| Europee 2019      | 4.362   | 0,92  | 0 / 8    |